# Certima delectans
Certima delectans är en fjärilsart som beskrevs av W. Warren 1904. Certima delectans ingår i släktet Certima och familjen mätare. Inga underarter finns listade i Catalogue of Life.